# Ira Katznelson

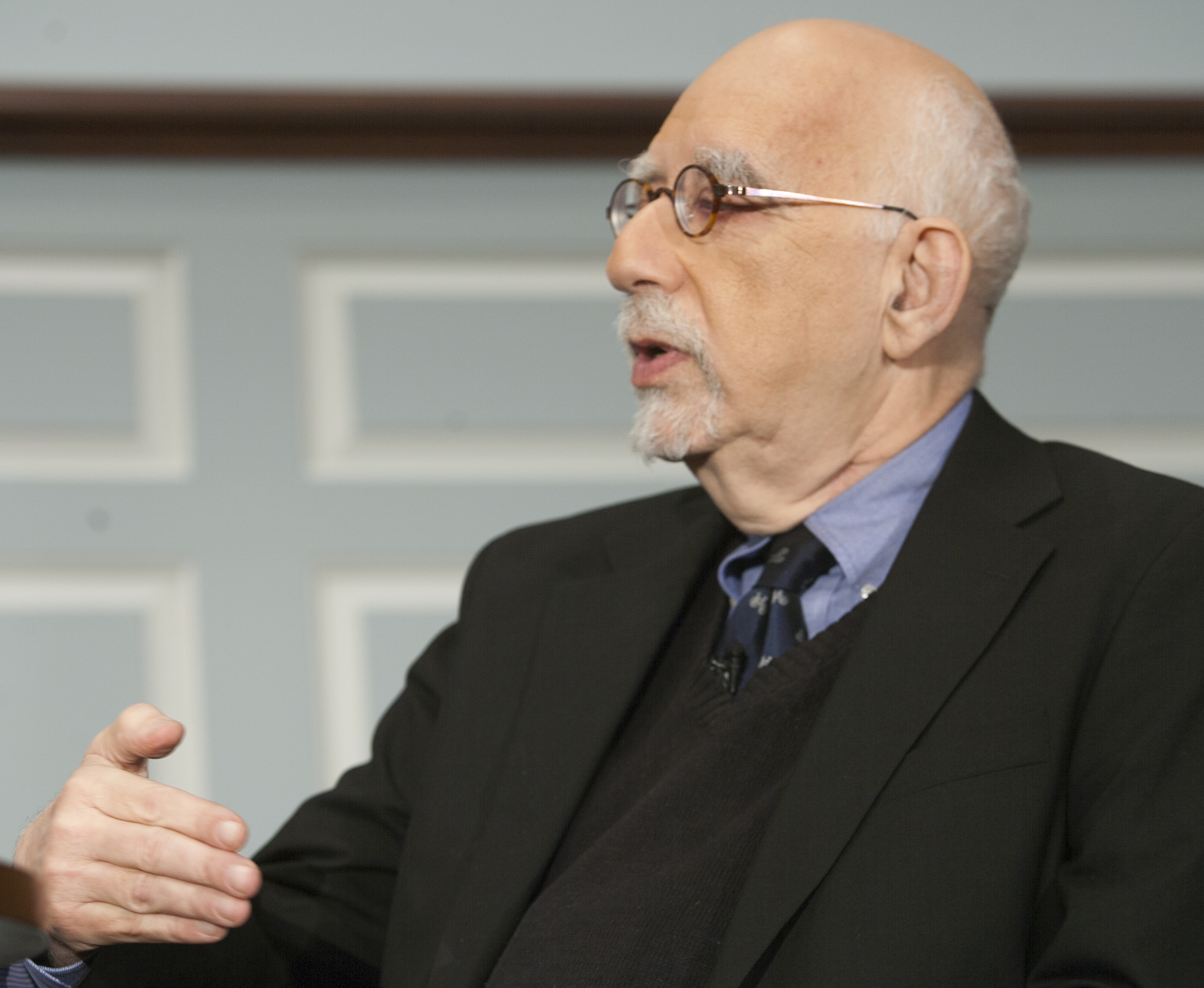
Ira Katznelson

Ira Katznelson (* 3. Juli 1944) ist ein US-amerikanischer Politologe und Historiker. Bekannt ist er für Forschungsveröffentlichungen zum liberalen Staat, Ungleichheit und soziale Institutionen vornehmlich der USA.

## Leben und Schaffen
Katznelson studierte Geschichtswissenschaft an der Columbia University und schloss 1966 seinen Bachelor of Arts ab. Seinen Dr. phil. erwarb er 1969 an der University of Cambridge in Großbritannien. Im gleichen Jahr gehörte er zu den Mitbegründern der wissenschaftlichen Fachzeitschrift Politics and Society.
Katznelson lehrte an der Columbia University von 1969 bis 1974, an der University of Chicago von 1974 bis 1983. Weitere 11 Jahre bis 1994 hatte er eine Professur an der New Yorker Universität The New School inne. Dort war er von 1983 bis 1989 Dekan seines Fachbereichs. Im Jahr 1994 kehrte Katznelson an die Columbia University zurück. Dort besetzt er die „Ruggles-Professur“ für politische Wissenschaften und Geschichte.
Katznelson war von 1992 bis 1993 Verantwortlicher der American-Political-Science-Association-Sektion „Politics and History“ und 1997–1998 der „Social Science History Association“. Als Forscher wurde er als Guggenheim Fellow berufen sowie 2000 als Fellow der American Academy of Arts and Sciences, 2004 der American Philosophical Society und 2019 der British Academy gewählt. Er amtierte 2005/06 als Präsident der American Political Science Association (APSA).

## Schriften (Auswahl)
- Black Men, White Cities; Race, Politics, And Migration In The United States, 1900-30 and Britain, 1948-68. 1973. Oxford University Press.
- City Trenches: Urban Politics And The Patterning Of Class In The United States. 1981. Pantheon Books.
- Schooling For All: Class, Race, And The Decline Of The Democratic Ideal. 1985. Basic Books. (gemeinsam  mit Margaret Weir).
- Working-Class Formation: Nineteenth-Century Patterns In Western Europe And The United States. 1986. Princeton University Press. (herausgegeben gemeinsam mit Aristide Zolberg).
- Marxism And The City. 1992. Oxford University Press.
- Paths Of Emancipation: Jews, States, And Citizenship. 1995. Princeton University Press. (herausgegeben gemeinsam mit Pierre Birnbaum).
- Liberalism’s Crooked Circle: Letters to Adam Michnik. 1996. Princeton University Press.
- Shaped By War And Trade: International Influences On American Political Development. 2002. Princeton University Press. (herausgegeben gemeinsam mit Martin Shefter).
- Political Science: The State Of The Discipline. 2002. W.W. Norton (herausgegeben gemeinsam mit Helen Milner).
- Desolation And Enlightenment: Political Knowledge After Total War, Totalitarianism, And The Holocaust. 2003. Columbia University Press.
- When Affirmative Action Was White: An Untold History Of Racial Inequality In Twentieth-Century America. 2005. W.W. Norton.
- Preferences and Situations: Points of Intersection between Historical and Rational Choice Institutionalism. 2005. Russell Sage Foundation (gemeinsam mit Barry Weingast).
- The Politics of Power: A Critical Introduction to American Government, 6th ed. 2006. (gemeinsam mit Mark Kesselman und Alan Draper). ISBN 978-0-15-570735-1
- Fear Itself: The New Deal and the Origins of Our Time. 2013.
- Liberal und realistisch. Demokratien können sich gegen den Terrorismus wehren, ohne Freiheit und Rechtsstaat infrage zu stellen, in: Süddeutsche Zeitung Nr. 142, 23. Juni 2017, S. 2.

## Auszeichnungen
Katznelsons Buch Liberalism’s Crooked Circle: Letters to Adam Michnik 1996 erhielt den Michael Harrington-Prize der APSA. Desolation and Enlightenment bekam 2003 den „David and Elaine Spitz Award of the Conference of Political Thought“ sowie den „David Easton Award“ der APSA-Stiftung. 2014 erhielt er den Bancroft-Preis für Fear Itself: The New Deal and the Origins of Our Time.